# برده‌داری در مصر باستان

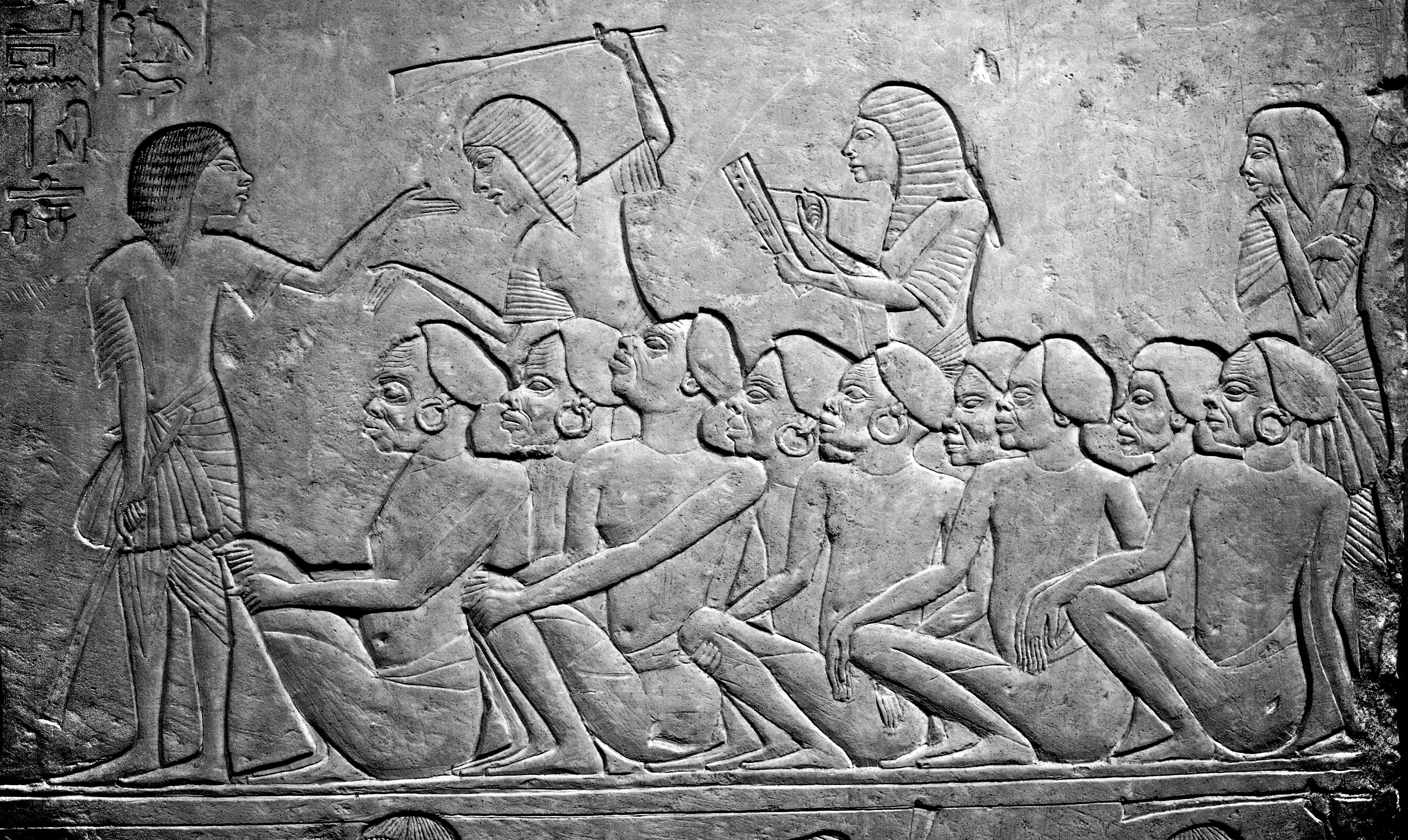
اسیران جنگی سرزمین کوش که تحت نظارت مصری‌ها در حال انتقال به مصر هستند.

برده داری در مصر باستان حداقل از دوره پادشاهی کهن وجود داشته است. بحث برده داری در مصر باستان با اصطلاحاتی که مصریان برای اشاره به طبقات مختلف بردگی در طول تاریخشان به کار می بردند، پیچیده است. سه نوع بردگی در مصر باستان وجود داشت: برده داری تملیکی، برده داری رهنی و بیگاری کشیدن. حتی این نوع برده داری‌ها که به ظاهر کاملاً متمایز شده اند، بر اساس تفسیر فردی تاریخدانان و مصر شناسان هستند.
کلمه ای که در زبان مصری به عنوان "برده" ترجمه شده است، با اصطلاحات مدرن یا سنتی کارگری مطابقت ندارد. متون مصری به کلمات «بَک» و «هِم» اشاره دارد که به معنای کارگر یا برده است. در برخی از زبان‌های مصری به افراد برده‌مانند «سقر ـ نح» به معنای «زندانی و اسیر جنگی» اشاره می‌کنند. کار اجباری و بردگی در سراسر مصر باستان دیده می شود. مصریان خواهان تسلط بر متصرفات خود بودند و افکار سیاسی و اجتماعی را به نفع منافع اقتصادی خود تغییر می دادند. وجود برده داری نه تنها برای مصر باستان سودآور بود، بلکه حفظ قدرت و ثبات پادشاهی را آسان تر می کرد.

## تاریخچه

### پادشاهی کهن
در دوران پادشاهی کهن، اسیران جنگی که توسط ارتش مصر اسیر می‌شدند sqr.w-ꜥnḫ نامیده می‌شدند ("زندانیان زنده"؛ معنی اصلی sqr "ضربه زدن، ضربه زدن" است، بنابراین به عنوان "(کسی که ضربه خورده است)" نامگذاری شد. همانطور که قبلاً گفته شد، این یک اصطلاح متمایز برای "برده" نبود، بلکه برای اسیران جنگی بود. اصطلاح «حم» حداقل با دو کاربرد متمایز به وجود آمد: 1) «کارگر» و 2) «خدمتکار». شواهد مستندی در اوایل سلطنت اسنفرو، در قرن 26 قبل از میلاد وجود دارد، لشکرکشی‌های جنگی در قلمرو نوبیا، که در آن اسیران جنگی برچسب skrw-ꜥnḫ می‌خوردند - و لیبیایی‌ها که همه آنها برای انجام کار استفاده می‌شدند - صرف نظر از اراده‌شان - در غیر این صورت - یا - در غیر این صورت - به خدمت سربازی می‌رفتند.
نقش برجسته های این دوره اسیران جنگی اسیر شده را با دست های بسته از پشت به تصویر می کشد. نوبیا به دلیل نزدیکی جغرافیایی، شباهت فرهنگی و رقابت پذیری در سلطه امپراتوری مورد هدف قرار گرفت و سپس دامنه کارزارهایی که برای به دست آوردن اسیران جنگی خارجی به لیبی و آسیا گسترش یافت. مصریان محلی نیز به دلیل اقتصاد بی ثبات و بدهی، به بندگی وارد شدند. مقاماتی که از قدرت خود سوء استفاده می کردند نیز می توانستند به بندگی تقلیل یابند.

### دوره میانی اول و پادشاهی میانه
در طول دوره میانی اول، بردگان ابتدا به عنوان مردانی با وقار تعریف می شدند، اما همچنان به عنوان دارایی رفتار می شدند. زمانی که پول قرض گرفته شده به افراد ثروتمند در جامعه مصر قابل بازپرداخت نبود، اعضای خانواده - به ویژه زنان - در ازای آن به بردگی فروخته شدند. در طول پادشاهی میانه، سوابق نشان می دهد که کارگران اجباری شامل سربازان وظیفه (hsbw)، فراری (tsjw) و کارگران سلطنتی (hmw-nsw) می شدند. پاپیروس های رایسنر و ال لاهون زندانیان را در حال استخدام در شرکت های دولتی به تصویر می کشند. پاپیروس بروکلین 35.1446 نیز کار اجباری را نشان می دهد که در زمین های قابل کشت دولتی انجام می شود.
بردگان، به ویژه با منشأ شام، در اردوگاه های یهودی نشین گروه بندی می شدند تا برای ایالتی که در آن در شرایط سخت زندگی می کردند، کار کنند، اغلب شامل ضرب و شتم توسط اربابانشان. اصطلاح «آسیایی مرد» در زبان مصر باستان مترادف با «برده» شد.
اگر فردی که به کار اجباری می‌رود، سعی می‌کند فرار کند یا از کار خود غیبت کند، ممکن است مادام العمر به کار اجباری محکوم شود. یکی از پاپیروس‌های لهون نمونه‌ای از این اتفاق را شرح می‌دهد: «حکم زندان بزرگ در سال سی و یکم، سومین ماه فصل تابستان، روز پنجم، مبنی بر اینکه طبق تصمیم دادگاه، او با تمام خانواده‌اش به کار مادام‌العمر در زمین دولتی محکوم شود.» لشکرکشی‌ها برای کاهش آسیایی‌ها به بردگی ادامه یافت و بردگان دولتی (کارگران سلطنتی) در موقعیتی مشابه با این بردگان آسیایی قرار داشتند.
آسیایی‌ها اغلب می‌توانستند نام‌های مصری داشته باشند، اما گاهی اوقات کتیبه‌ها یا پاپیروس‌هایی که آنها را ذکر می‌کنند، باز هم یک ویژگی قومی را اعمال می‌کنند، مانند نامی که از «آدونا آسیایی و پسرش آنخو» نام می‌برد. هم آسیایی‌ها و هم برده‌های دولتی می‌توانستند مشاغل مختلفی را انجام دهند: «ما کارگران سلطنتی را می‌یابیم که به‌عنوان کارگران مزرعه، خدمتکار خانه و پینه‌دوز استخدام می‌شوند؛ کارگران زن به‌عنوان آرایشگر، باغبان، و بافنده». اگر یک خدمتکار خانه به اندازه کافی کار خود را انجام ندهد، می تواند از خانه ای که در آن کار می کرد اخراج شود. در برخی موارد، به نظر می رسد که خدمتکاران از نظر عاطفی برای خانواده خود مهم شده اند، همانطور که در کاسه قاهره به تصویر کشیده شده است.

### دوره میانی دوم و پادشاهی نوین
یکی از پاپیروس‌های برلین نشان می‌دهد که در زمان دوره میانی دوم، یک برده می‌توانست هم در اختیار یک فرد نخبه (مانند پادشاه) و هم یک جامعه باشد. بعلاوه، جامعه قدرت خود را افزایش داده بود و اکنون ظرفیت مالکیت و اداره اموال عمومی، از جمله بردگان را در اختیار داشت و جایگزین برخی از قدرت سنتی پادشاه و کارگران خصوصی سلطنتی او شده بود. در این دوره، بردگان نیز می توانستند گاهی شهروند شوند. یکی از روش‌هایی که می‌توانست این اتفاق بیفتد، ازدواج بود.
در طول دوره پادشاهی جدید، ارتش و هزینه های آن افزایش یافت و بنابراین برای حفظ آن به نیروی کار اجباری اضافی نیاز بود. به این ترتیب، "پادشاهی جدید، با عملیات نظامی بی امان خود، دوران برده داری خارجی در مقیاس بزرگ است". به نظر می‌رسد این بازار مدیترانه‌ای توسط بادیه‌نشینان آسیایی کنترل می‌شد که افرادی مانند مسافران را اسیر می‌کردند و در بازار می‌فروشند.
مقبره اهموس اول حاوی متن زندگینامه ای است که چندین افتخار را در مورد دستگیری بردگان آسیایی خارجی به تصویر می کشد. با خدمتکاران مصری به عنوان کارمند رفتاری انسانی تر داشت، در حالی که بردگان خارجی هدف تجارت بودند. به عنوان مثال، خارجیانی که در جریان لشکرکشی‌های نظامی اسیر شده‌اند، در سالنامه‌های توتموس سوم با عنوان «مردان در اسارت» و از افراد به‌عنوان «وابسته‌ها» (mrj) یاد می‌شود. به پاداش خدماتش در ساخت معابد در سراسر مصر، توتموس سوم به مینموس رسمی خود بیش از 150 «وابسته» پاداش داد.
در طول سلطنت آمنهوتپ دوم و پس از آن، کار اجباری معبد فقط توسط برده‌های مرد و زن انجام می‌شد. در مدینت هابو، مردم دریا شکست خورده به عنوان اسیر جنگی اسیر شده و به بردگی تبدیل شده اند. در این دوره گاهی می شد بردگان را اجاره کرد. یکی از دست نوشته‌های معروف به پاپیروس هریس اول، رامسس سوم ادعا می‌کند که برده‌های خارجی بی‌شماری را اسیر کرده است:
من کسانی را که شمشیر من از آنها در امان بود، با دستانشان از پشت در مقابل اسبهایم، و زنان و فرزندانشان را دهها هزار، و دامهایشان را صدها هزار دام، بازگرداندم. رهبران آنها را در قلعه هایی به نام خودم زندانی کردم و رؤسای کمانداران و فرزندان قبایل را با نام و نام و نشان خود به آنها اضافه کردم. به همین ترتیب رفتار می شود.»
در پاپیروس فرزندخواندگی، اصطلاح «برده»/ «خدمت‌کار» با اصطلاح «شهروند آزاد (nmhj) سرزمین فرعون» مقایسه شده است. اغلب، عبارت nmhj به طور سنتی به یک یتیم یا فقیر اشاره دارد. روش‌هایی که بردگان می‌توانستند به آزادی خود دست یابند، شامل ازدواج یا ورود به خدمت معبد («پاک شدن») بود. مورد دوم، برای مثال، در استلای بازسازی توت عنخخامن به تصویر کشیده شده است. رامساید مصر شاهد پیشرفتی در نهاد برده داری بود که در آن برده ها اکنون می توانستند به اشیاء مالکیت خصوصی (و نه صرفاً عمومی) تبدیل شوند و آنها را بخرند و بفروشند. خود برده‌ها اکنون می‌توانستند دارایی‌هایی داشته باشند و از حمایت‌های قانونی اندکی برخوردار بودند، اگرچه تعداد آنها زیاد نبود.

## انواع برده داری

### برده داری تملیکی (بردگی زیر نظر ارباب به عنوان خدمتکار)
بردگان شاتل بیشتر اسیر جنگ بودند و به شهرها و کشورهای مختلف آورده می شدند تا به عنوان برده فروخته شوند. همه اسیران، از جمله غیرنظامیانی که بخشی از نیروهای نظامی نیستند، به عنوان منبع سلطنتی تلقی می شدند. فرعون می‌توانست اسیران را با انتقال آنها به مستعمرات برای کار، دادن آنها به معابد، دادن آنها به عنوان پاداش به افراد شایسته، یا دادن آنها به سربازان خود به عنوان غارت، اسکان دهد. برخی از بردگان خانه به عنوان افراد آزاد شروع به کار کردند که به ارتکاب اعمال غیرقانونی مجرم شناخته شدند و مجبور شدند از آزادی خود چشم پوشی کنند. غلامان دیگر از مادر برده به دنیا آمدند.

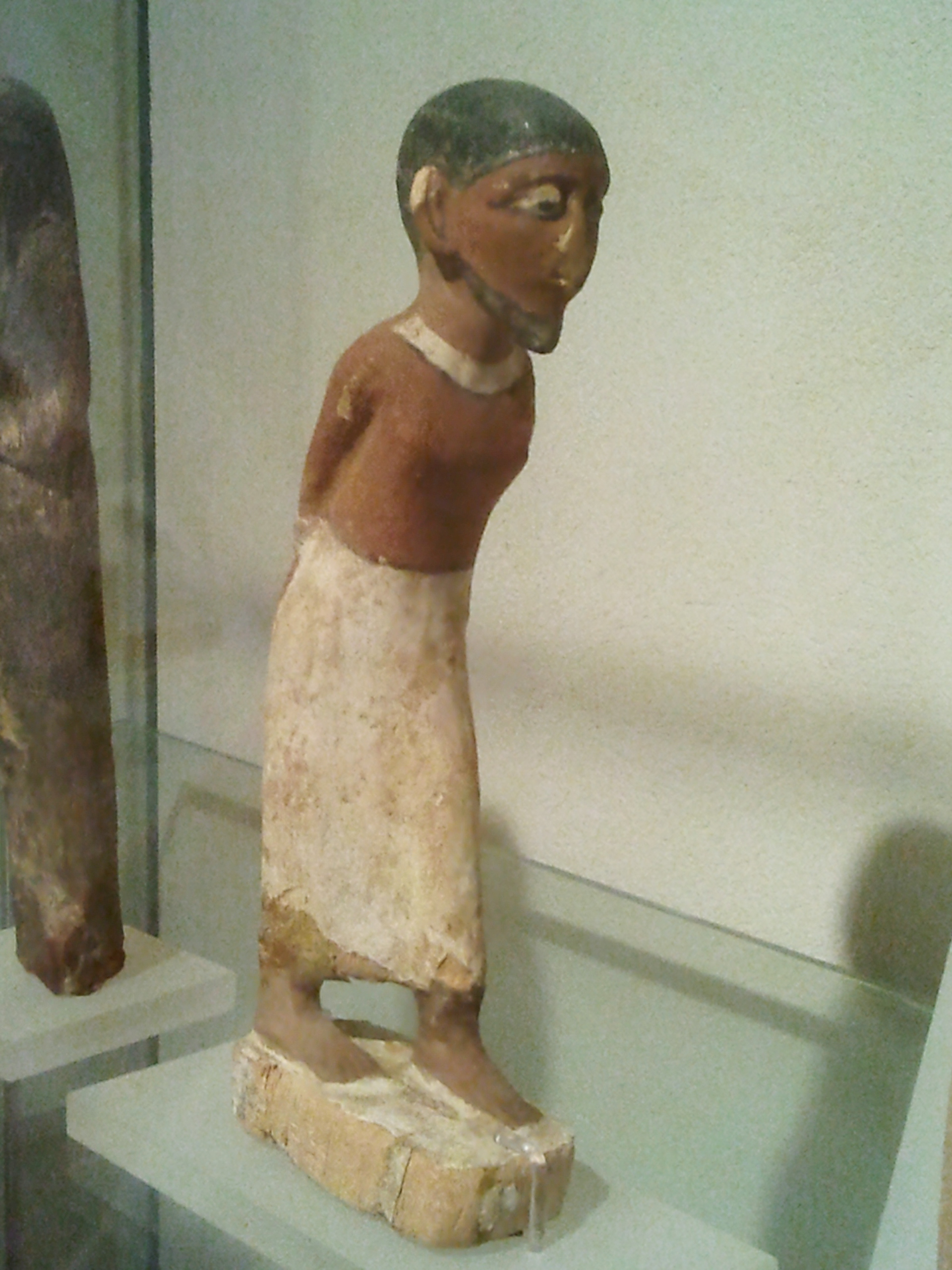
مجسمه یک برده سامی

### برده داری رهنی(کار کردن برای پرداخت قرض)
مصریان باستان می‌توانستند خود و کودکان را به شکلی از کار اجباری به بردگی بفروشند. خود بیع به عبودیت همیشه انتخابی نبود که با اراده آزاد افراد صورت می گرفت، بلکه نتیجه افرادی بود که قادر به پرداخت بدهی خود نبودند. طلبکار با به دست آوردن فرد بدهکار به عنوان برده، همراه با فرزندان و همسرش، این بدهی را پاک می کرد. بدهکار همچنین باید از تمام آنچه که در اختیار داشت صرف نظر کند. دهقانان همچنین می توانستند خود را برای غذا یا سرپناه به بردگی بفروشند.
برخی از برده‌ها را در بازارهای برده‌داری در نزدیکی منطقه آسیایی می‌خریدند و سپس به‌عنوان اسیر جنگی می‌بستند. همه از مناطق خارجی خارج از مصر نبودند، اما یافتن و جمع‌آوری برده‌ها در خارج از کشور بسیار رایج بود. این عمل بردگی باعث افزایش موقعیت و قدرت نظامی مصر شد. کارگران مقید رویای رهایی را در سر می پروراندند، اما هرگز نمی دانستند که آیا هرگز قابل دستیابی است یا خیر. بردگان خارجی مصر امکان بازگشت به وطن را داشتند، اما کسانی که از نوبیا و لیبی آورده شدند مجبور شدند در مرزهای مصر بمانند.

### کار اجباری(بیگاری کشیدن)
چندین بخش در دولت مصر باستان توانستند کارگرانی را از جمعیت عمومی برای کار در ایالت با یک سیستم کار کوروی فرا بخوانند. کارگران برای پروژه هایی مانند اکسپدیشن های نظامی، استخراج معادن و معادن و پروژه های ساختمانی برای ایالت استخدام شدند. این بردگان بسته به سطح مهارت و موقعیت اجتماعی آنها برای کارشان دستمزد دریافت می کردند. کارگران اجباری مانند سایر بردگان متعلق به افراد نبودند، بلکه به عنوان وظیفه ای در قبال دولت  ملزم به انجام کار بودند. کار اجباری نوعی مالیات توسط مقامات دولتی بود و معمولاً در سطح محلی زمانی اتفاق می افتاد که مقامات عالی از رهبران روستاهای کوچک دعوت می کردند.

## اربابان

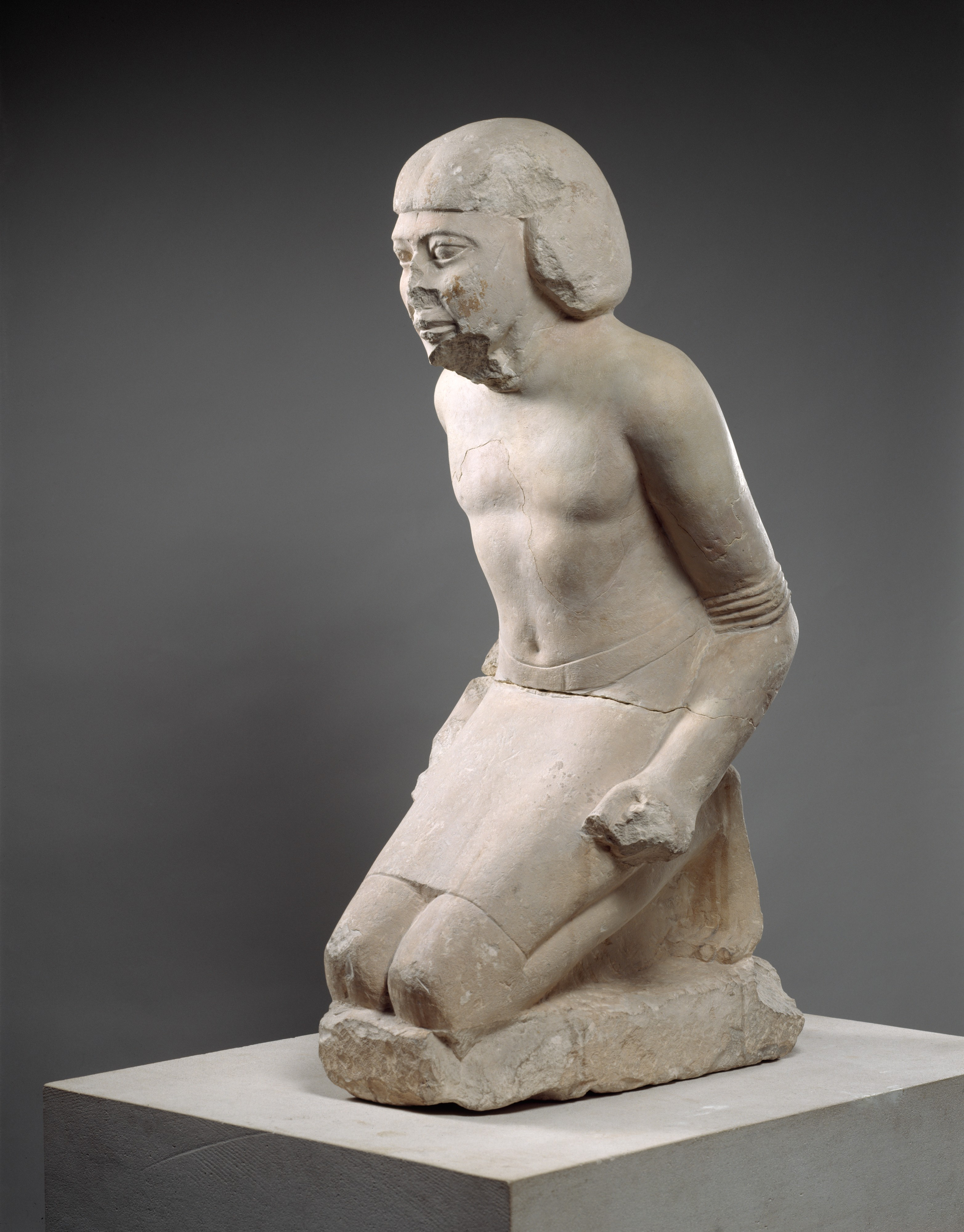
یک برده زانو زده در مصر باستان متعلق به پادشاهی کهن

اربابان مصر باستان در هنگام مالکیت برده تحت تعهد بودند. به اربابان اجازه داده شد تا از توانایی های بردگان خود با به کارگیری آنها در شیوه های مختلف از جمله خدمات خانگی (آشپز، خدمتکار، آبجوساز، پرستار بچه و غیره) و خدمات کارگری (باغبان، دستان پایدار، دستان مزرعه و غیره) استفاده کنند. اربابان همچنین حق داشتند برده را مجبور به یادگیری حرفه یا پیشه ای کنند تا برده ارزشمندتر شود. اربابان از وادار کردن بردگان کودک به کارهای سخت بدنی منع شدند.

## اقتصاد و برده داری
مصر باستان اقتصادی مبتنی بر دهقانان بود و تا دوره یونانی-رومی بود که برده داری تأثیر بیشتری داشت. خرید و فروش برده در مصر باستان از طریق دلالان خصوصی انجام می شد و نه از طریق بازار عمومی. معامله باید قبل از شورای محلی یا مقامات با سندی حاوی بندهایی انجام می شد که در سایر فروش های ارزشمند استفاده می شد. با این حال، فرعون ها توانستند این را دور بزنند و این قدرت را داشتند که به هر کسی که صلاح می‌دانستند برده بدهند، معمولاً وزیر یا نجیب بودند.

## زندگی یک برده
بسیاری از بردگانی که برای املاک معابد کار می کردند در شرایط تنبیهی زندگی می کردند، اما به طور متوسط برده مصر باستان زندگی مشابه یک رعیت داشت. آنها قادر به مذاکره در مورد معاملات و مالکیت دارایی شخصی بودند. به بردگان چتل و بدهکار غذا می دادند اما احتمالاً دستمزدی به آنها داده نمی شد.

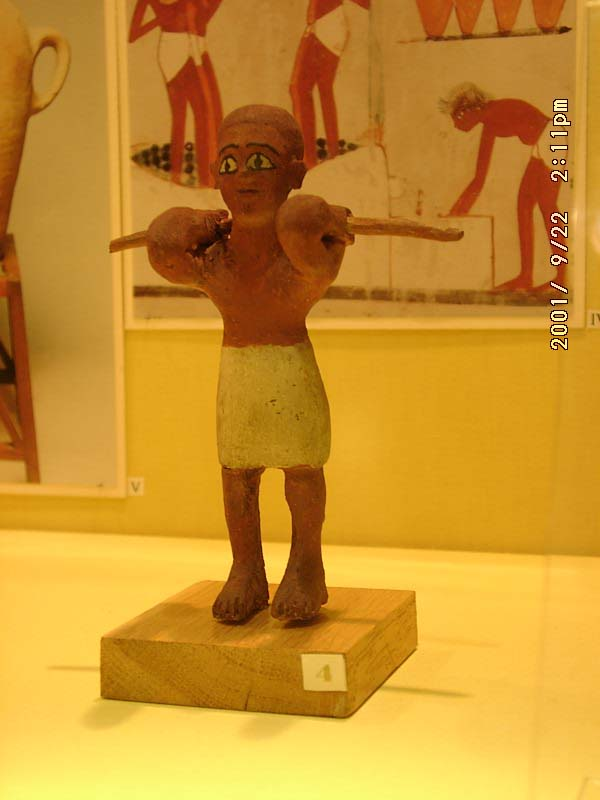
مجسمه یک برده در دوران پادشاهی کهن، موزه هنرهای زیبا، بوداپست

بردگان مصری، به ویژه در دوران پادشاهی جدید، از سرزمین های خارجی سرچشمه می گیرند. خود بردگان به عنوان دستاوردی برای سلطنت پادشاهان مصر و نشانه ای از قدرت تلقی می شدند. بردگان یا باک به عنوان دارایی یا کالایی برای خرید و فروش تلقی می شدند. ویژگی های انسانی آنها نادیده گرفته شد و صرفاً به عنوان دارایی برای استفاده برای کار استاد تلقی شد. بر خلاف اصطلاح مدرن تر، "رعیت"، بردگان مصری به زمین وابسته نبودند. مالک(ها) می توانند از برده برای مقاصد مختلف شغلی استفاده کنند. بردگان می توانند در جهت بهره وری منطقه و جامعه خدمت کنند. برده‌ها عموماً مرد بودند، اما زنان و خانواده‌ها می‌توانستند مجبور شوند به خدمات خانگی صاحبخانه بپردازند.
سیال بودن اشغال یک برده به «آزادی» ترجمه نمی شود. به دلیل کمبود منابع و مطالب مربوط به این دوران باستان، استفاده از کلمه «آزاد» به عنوان یک اصطلاح برای توصیف استقلال سیاسی یا اجتماعی برده دشوار است. بسیاری از تحقیقات انجام شده در مورد برده داری مصری ها بر موضوع پرداخت پول به بردگان متمرکز شده است. اربابان معمولاً برای خدمت یا وفاداری به بردگان خود دستمزد معمولی نمی دادند. بردگان کار می کردند تا یا وارد مصر شوند و امید به زندگی بهتر داشته باشند، یا غرامت محل زندگی و غذا دریافت کنند و یا در زندگی پس از مرگ به آنها اجازه کار داده شود. اگرچه بردگان «آزاد» یا به درستی مستقل نبودند، بردگان در پادشاهی جدید می‌توانستند ارباب خود را در صورت داشتن «شکایت قابل توجیه» ترک کنند. مورخان اسنادی را در مورد موقعیت‌هایی خوانده‌اند که ممکن است این امکان وجود داشته باشد، اما هنوز مشخص نیست که آیا استقلال از بردگی قابل دستیابی است یا خیر.

## اهرام سه گانه را بردگان نساخته اند!
در میان مصرشناسان اتفاق نظر وجود دارد که اهرام بزرگ توسط بردگان ساخته نشده اند.به گفته باستان شناسان برجسته مارک لهنر و زاهی هاواس، اهرام توسط بردگان ساخته نشده اند. اکتشافات باستان شناسی حواس در دهه 1990 در قاهره نشان می دهد که کارگران به جای برده، کارگران مزدبگیر بودند. در عوض این کشاورزان بودند که اهرام را در هنگام سیل ساختند، زمانی که نمی توانستند زمین های خود را کار کنند.
این ادعا که بردگان اسرائیلی اهرام را ساخته اند اولین بار توسط مورخ یهودی ژوزفوس در کتاب آثار باستانی یهودیان در قرن اول میلادی مطرح شد، روایتی که متعاقباً در دوره رنسانس رایج شد. در حالی که این ایده که اسرائیلی‌ها به عنوان برده در مصر خدمت می‌کردند، در کتاب مقدس آمده است، محققان عموماً موافق هستند که این داستان به جای یک واقعیت تاریخی، یک افسانه مبدأ است. اما این واقعیت که تصویر انجیل از بندگی اسرائیل مطابق با آنچه در مورد برده داری در مصر باستان شناخته شده است، برخی از محققان را متقاعد کرده است که این داستان احتمالاً دارای مبنای تاریخی است.به هر حال ساخت اهرام در داستان کتاب مقدس نیامده است. باستان شناسان مدرن معتقدند که اسرائیلیان بومی کنعان بودند و هرگز در مصر باستان به تعداد قابل توجهی سکونت نداشتند.